# 加藤ジュン
加藤 ジュン（かとう ジュン、1985年7月2日 - ）は、北海道旭川市出身の男性ラジオDJ・パーソナリティである。本名は加藤 隼（かとう じゅん）。

## 来歴・人物
来歴
- 北海道旭川西高等学校卒業[1]。
- 中学時代にFM NORTH WAVEを中心にラジオを聞き始めDJを志し[1]、高校卒業後に2006年 - 2007年にカナダのトロントにて留学する（ワーキング・ホリデー）[2]。
- SOプロトークアカデミー修了[3]。
- 2011年4月[4]、レディオ湘南「SPOPIA湘南 Happiness Sunday in スポーピア」にてDJデビュー[3]する。
- コミュニティFM（レディオ湘南・湘南ビーチFM）を経て、2013年4月より県域放送局・静岡エフエム放送（K-mix）で活動。
- 静岡県での番組終了後、2017年10月よりFM NORTH WAVEにて活動[1]。

人物
- 日本ウオーキング協会 健康ウオーキング指導士[4]。
- スクーバダイライセンス（オープンウォーター）取得[2]。
- 英検2級取得[2]。

## 出演

### 現在
2023年10月現在。
ラジオ
- RADIO GROOVE（FM NORTH WAVE ジュン部長名義 2018年4月 - ）
- 1UP LIFE！ 1UP RADIO！（FM NORTH WAVE  2021年7月 - ）
- PLANT CHANNEL（FM NORTH WAVE  2023年4月 - ）

### 過去
ラジオ
- SPOPIA湘南 Happiness Sunday in スポーピア[5]（レディオ湘南、2011年4月[4] - ・日曜14:00 - 17:00）
- 年末特番カウントダウンライブ（レディオ湘南）
- SHONAN BEACH TWILIGHT TIME[6] - 木曜担当（湘南ビーチFM、2011年10月 - 2013年3月28日[7]、木曜17:00 - 19:00）
- NEW TREASURE（湘南ビーチFM、2012年4月 - ・金曜16:30 - 17:00）
- STARLIGHT CRUISIN'（湘南ビーチFM）
- K-MIX 2ストライク1ボール - 代演（K-MIX、2012年9月10日 - 12日[8]）
- K-mix みんなの19HR![9]（K-mix、2013年4月2日[10] - 2017年3月30日[9]、月 - 木曜19:00 - 21:00）
- CURIOUS A GOGO（レディオ湘南[11]・金曜17:00 - 17:59）
- FEEL ON THE STREET（FM NORTH WAVE 2017年10月 - 2019年3月）[1]

ナレーション
- 新葉なな「テネシーワルツ」（文化放送、ラジオCM）

MC
- 湘南藤沢ナイキランニングクリニック
- オドリバ（屋外ダンスイベント、2009年[12]）

テレビ
- ALIVE - 出演・加賀準治役[13]（テレビ北海道開局20周年記念ドラマ）